# Ischnodes kadleci
Ischnodes kadleci là một loài bọ cánh cứng trong họ Elateridae. Loài này được Mertlik miêu tả khoa học năm 2005.